# Cerceris
Cerceris es un género de himenópteros apócritos de la familia Crabronidae, llamadas a veces avispas de los gorgojos. Es el género más grande de la familia con más de 850 especies descritas y muchas aun por describir. Es de distribución mundial. El género incluye avispas solitarias predadoras. La mayoría de las presas son escarabajos especialmente gorgojos, de allí su nombre común. Las hembras adultas cavan túneles en el suelo para hacer sus nidos.
Al igual que otras avispas de esta familia las larvas son carnívoras. Las hembras cazan presas y las paralizan con su aguijón. Después de llevarlas al nido depositan sus huevos en la presa para que las larvas tengan suficiente alimento para completar su desarrollo. La mayoría se alimentan de escarabajos, pero algunas lo hacen de abejas o avispas. Muchas Cerceris son solitarias, pero algunas especies forman nidos comunales.
Una característica notable es la cara de las hembras que presenta una proyección del llamado clípeo y del margen del clípeo. Puede ser una protuberancia cónica o cuernos alargados. Las mandíbulas son alargadas y tienden a tener dientes prominentes, a menudo con formas características que ayudan en la identificación de las especies. Usan sus mandíbulas para acarrear las presas al nido. Los segmentos abdominales tienen constricciones en las junturas que dan al abdomen un aspecto de acordeón.

## Algunas especies
Verː Lista de especies

- Cerceris abdominalis (Fabricius 1804)
- Cerceris albicolor Shestakov 1918
- Cerceris albofasciata (Rossi 1790)
- Cerceris amathusia Beaumont 1958
- Cerceris angustirostris Shestakov 1918
- Cerceris arenaria (Linnaeus 1758)
- Cerceris bellona Mercet 1914
- Cerceris bicincta Klug 1835
- Cerceris boetica (Perez 1913)
- Cerceris bracteata Eversmann 1849
- Cerceris bucculata A. Costa 1860
- Cerceris bupresticida Dufour 1841
- Cerceris cheskesiana Giner Mari 1945
- Cerceris circularis (Fabricius 1804)
- Cerceris concinna Brulle 1839
- Cerceris dispar Dahlbom 1845
- Cerceris dorsalis Eversmann 1849
- Cerceris dusmeti Giner Mari 1941
- Cerceris elegans Eversmann 1849
- Cerceris eryngii Marquet 1875
- Cerceris euryanthe Kohl 1888
- Cerceris eversmanni Schulz 1912
- Cerceris fimbriata (Rossi 1790)
- Cerceris flavicornis Brulle 1833
- Cerceris flavilabris (Fabricius 1793)
- Cerceris flaviventris Vander Linden 1829
- Cerceris fodiens Eversmann 1849
- Cerceris hortivaga Kohl 1880
- Cerceris ibericella Leclercq 1979
- Cerceris impercepta Beaumont 1950
- Cerceris interrupta (Panzer 1799)
- Cerceris lunata A. Costa 1869
- Cerceris maculicrus Beaumont 1967
- Cerceris media Klug 1835
- Cerceris odontophora Schletterer 1887
- Cerceris quadricincta (Panzer 1799)
- Cerceris quadrifasciata (Panzer 1799)
- Cerceris quinquefasciata (Rossi 1792)
- Cerceris rossica Shestakov 1914
- Cerceris rubida (Jurine 1807)
- Cerceris ruficornis (Fabricius 1793)
- Cerceris rutila Spinola 1839
- Cerceris rybyensis (Linnaeus 1771)
- Cerceris sabulosa (Panzer 1799)
- Cerceris somotorensis Balthasar 1956
- Cerceris specularis A. Costa 1869
- Cerceris spinipectus F. Smith 1856
- Cerceris stratiotes Schletterer 1887
- Cerceris tenuivittata Dufour 1849
- Cerceris tuberculata (Villers 1787)

## Galería de imágenes

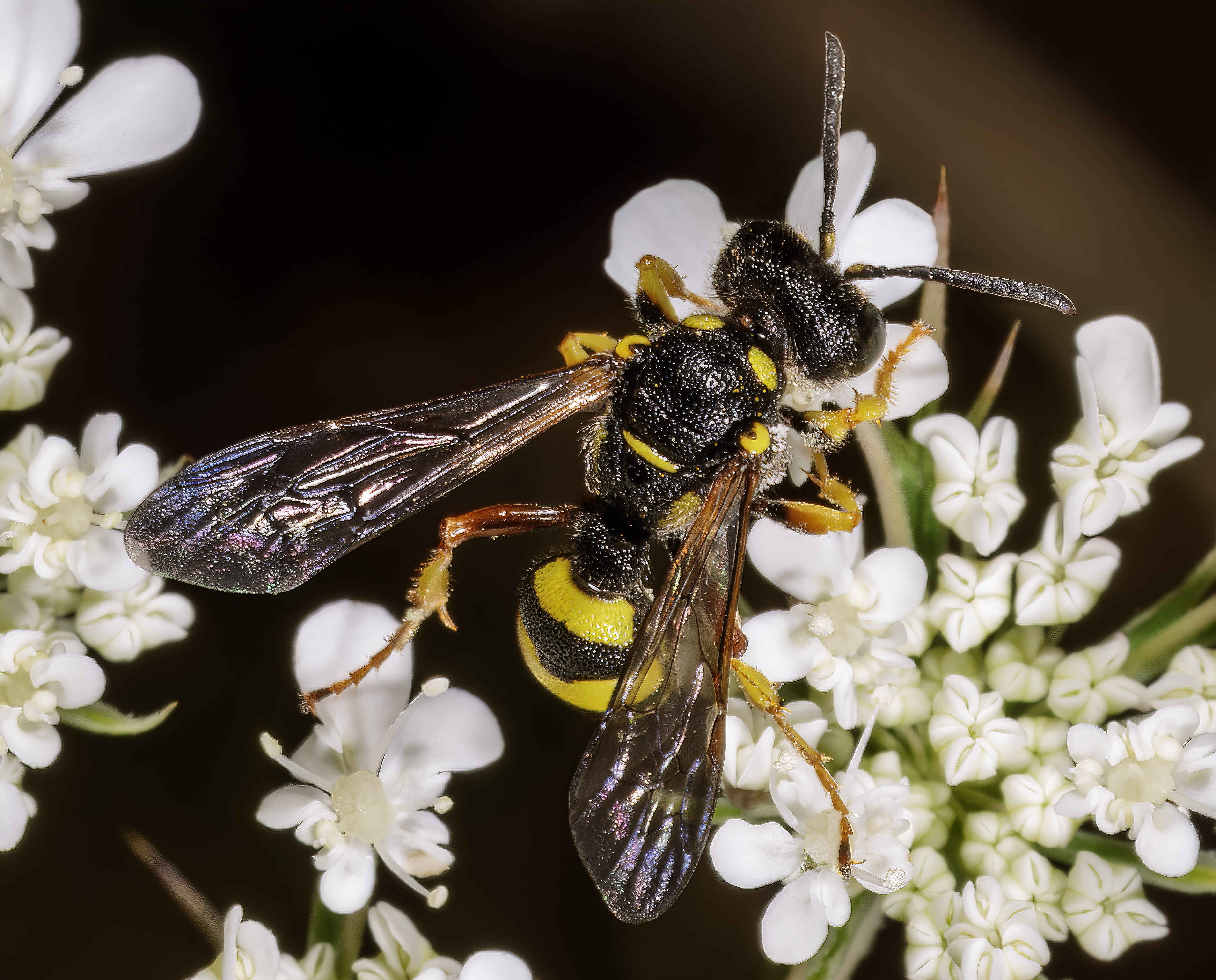
Cerceris rybyensis
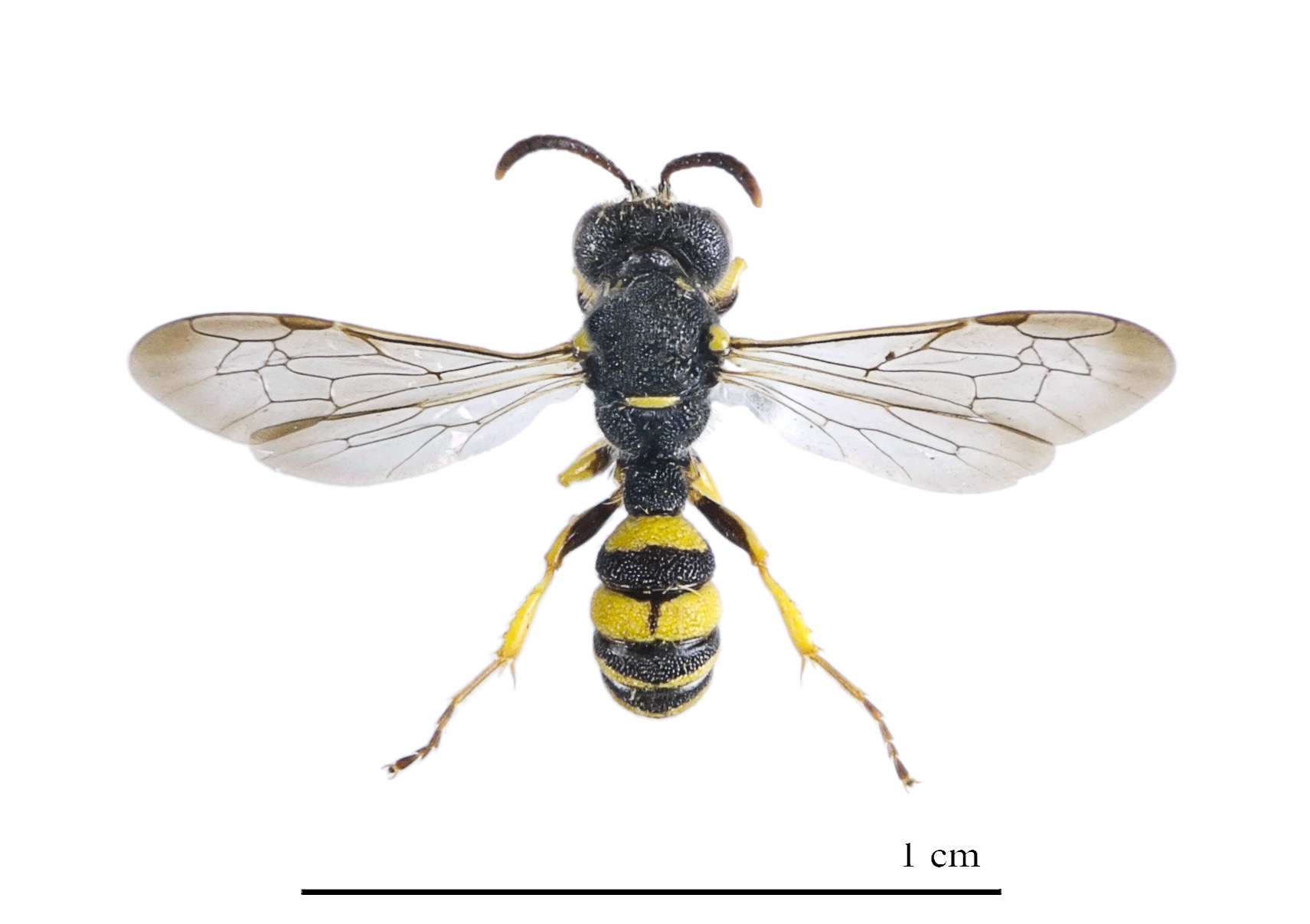
Cerceris sabulosa
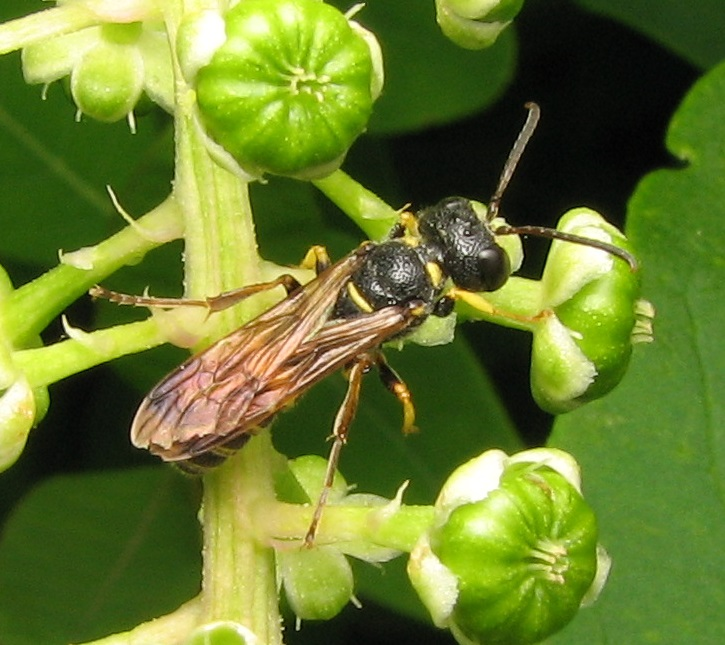
Cerceris sp. macho